# مرادة (أولاد حادة)
مرادة هو دُوَّار يقع بجماعة هوارة أولاد رحو، إقليم جرسيف، جهة الشرق في المملكة المغربية. ينتمي الدوّار لمشيخة أولاد حادة التي تضم 5 دواوير. يقدر عدد سكانه بـ 274 نسمة حسب الإحصاء الرسمي للسكان والسكنى لسنة 2004.

## روابط خارجية
- البوابة الوطنية للجماعات الترابية نسخة محفوظة 12 مارس 2018 على موقع واي باك مشين.
- المندوبية السامية للتخطيط